# Royal Bafokeng Stadium
Royal Bafokeng Stadium je víceúčelový stadion sloužící zejména pro fotbal, ragby a atletiku v Rustenburgu. Pojme 44 530 diváků. Kromě toho stadion slouží jako kulturní zařízení s možností pořádání koncertů. Tento stadion využívá při koncertních turné mnoho zpěváků a hudebníků. Stadion je domovem fotbalového klubu Platinum Stars FC.
Stadion byl pojmenován po kmeni královského národa Bafokeng. Původně byl podle plánu postaven a navržený pro mistrovství světa v ragby v roce 1995, ale byl dokončen až v roce 1999. Mistrovství světa v ragby se proto konalo v Olympia Parku v Rustenburgu. Stadion se stal jedním z deseti stadionu, kde se konaly zápasy v Mistrovství světa ve fotbale 2010. Za tímto účelem byly nutné pouze poměrně malé úpravy. Mimo jiné byla nainstalována nová videostěna, byl zesílen systém světlometů a kapacita byla zvýšena o 3 000 sedadel, aby jeho kapacita byla 42 000 míst.
Stadion hostil i další mistrovství. Konal se zde Africký pohár národů 2013.